# Floris De Tier
Floris De Tier, né le 20 janvier 1992 à Gavere, est un coureur cycliste belge, membre de l'équipe Bingoal Pauwels Sauces WB.

## Biographie
Floris De Tier naît le 20 janvier 1992 à Gavere.
Plutôt concentré sur le cyclo-cross dans les catégories de jeunes, il décide de se consacrer exclusivement à la route à partir de 2013, en rejoignant l'équipe EFC-Omega Pharma-Quick Step le 10 juin. Pour ses débuts avec celle-ci, il s'illustre rapidement en remportant le classement général du Tour de Namur. En France, il termine troisième du Tour du Pays Roannais, cinquième de Paris-Tours espoirs et neuvième du Grand Prix des Marbriers.
En 2014, il termine notamment troisième du Circuit de Wallonie et neuvième du Tour des Flandres espoirs. Fin juillet 2014, l'équipe Topsport Vlaanderen-Baloise annonce qu'elle engagera Floris De Tier la saison prochaine pour un contrat d'une durée de deux ans,.
Au mois d'août 2016, il s'engage avec la formation néerlandaise Lotto NL-Jumbo.
Lors du Tour d'Espagne 2022, il se blesse à la selle, ce qui le contraint à renoncer à prendre le départ de la dixième étape.

## Palmarès sur route
- 2013
  - Classement général du Tour de la province de Namur
  - 3e du Tour du Pays Roannais
- 2014
  - 3e du Circuit de Wallonie

## Résultats sur les grands tours

### Tour d'Espagne
4 participations
- 2017 : 62e
- 2018 : 41e
- 2021 : 48e
- 2022 : non-partant (10e étape)

## Classements mondiaux
| Année                                 | 2013 | 2014 | 2015 | 2016 | 2017  | 2018 | 2019 | 2020  | 2021 | 2022 | 2023  |
| ------------------------------------- | ---- | ---- | ---- | ---- | ----- | ---- | ---- | ----- | ---- | ---- | ----- |
| UCI World Tour                        |      |      |      | nc   | 243e  | 174e |      |       |      |      |       |
| Classement mondial                    |      |      |      | 347e | 929e  | 546e | 771e | 1280e | nc   | 950e | 1157e |
| UCI Europe Tour                       | 765e | 438e | 679e | 255e | 1507e | 950e | 562e | 979e  | nc   | 694e | nc    |
| UCI Asia Tour                         | nc   | nc   | nc   | 454e | nc    | nc   |      |       |      |      |       |
|                                       |      |      |      |      |       |      |      |       |      |      |       |
| Légende : nc = non classéSource : UCI |      |      |      |      |       |      |      |       |      |      |       |

## Palmarès en cyclo-cross
- 2011-2012
  - National Trophy Series #3 - Southampton, Southampton
- 2012-2013
  - National Trophy Series #4 - South Shields, South Shields